# Ichthyomys hydrobates
Ichthyomys hydrobates é uma espécie de roedor da família Cricetidae.
Pode ser encontrada nos seguintes países: Colômbia, Equador e Venezuela.
Os seus habitats naturais são: rios e pântanos.